# 크니스
크니스(영어: Khniss, 아랍어: خنيس)는 튀니지 모나스티르 주에 있는 도시이다. 인구는 10,000명(2004년)이다.